# Економіка Української РСР
Економіка УРСР — складова частина економіки СРСР. За обсягом економіки Українська РСР посідала друге місце серед республік СРСР, за обсягом на душу населення — 6 місце. Основними галузями спеціалізації в загальносоюзному масштабі були важка промисловість (машинобудування, металургія, хімічна, паливна промисловість) та сільське господарство.
Після РРФСР Українська РСР була найважливішою економічною складовою колишнього Радянського Союзу, виробляючи приблизно в 4 рази більше продукції наступної за рейтингом республіки. Важка промисловість постачала унікальне обладнання, таке як труби великого діаметру та вертикальні свердлильні апарати, сировину для промислових і гірничодобувних підприємств інших регіонів СРСР.

## Енергетика
У 1990 році виробництво електроенергії в УРСР склало 298 млрд кВт⋅год, у 2000-му — 171 млрд. 

## Економічне районування

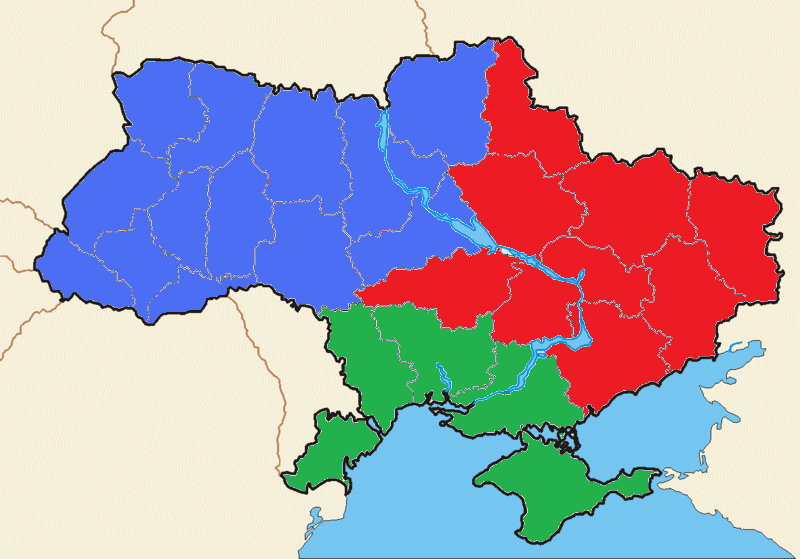
Економічні райони Української РСР. Червоний — Донецько-Придніпровський, синій — Південно-Західний, зелений — Південний

Українська РСР поділялася на три економічних райони:
- Південно-Західний економічний район
- Донецько-Придніпровський економічний район
- Південний економічний район

## Валовий внутрішній продукт
Оцінка номінального ВВП Української РСР у постійних цінах 1990 р., млн дол.
- 1973 — 238 156
- 1990 — 311 112
- 1991 — 284 045

Оцінка номінального ВВП Української РСР на душу населення у постійних цінах 1990 р., дол.
- 1973 — 4 924
- 1990 — 6 027
- 1991 — 5 491

## Сектори економіки
Основні виробничі фонди УРСР
- 1970 — 97 млрд крб (18,3 % загальносоюзного)
- 1980—193 млрд крб (16,8 % загальносоюзного)
- 1986—261 млрд крб (15,8 % загальносоюзного)
- 1988—280 млрд крб (15,5 % загальносоюзного)

### Промисловість
Відновлення промисловості після громадянської війни та іноземної військової інтервенції почалось в 1920-ті роки. Під час індустріалізації СРСР почалось технічне переозброєння підприємств.
Німецько-радянська війна та німецька окупація завдали значної шкоди економіці республіки.
Українська РСР за роки радянської влади перетворилася у високорозвинену індустріально-аграрну республіку зі складними комплексами галузей важкої, харчової, легкої промисловості та багатогалузевими сільськими господарствами. Уся індустрія Української РСР включала в себе близько 300 галузей.
Головне місце в промисловості займали машинобудування та металообробка, чорна металургія та паливна промисловість; значне місце займала харчова індустрія.

### Сфера послуг

#### Транспорт
Вантажообіг транспорту в УРСР у 1988 р.
- внутрішній водний транспорт — 11040 млн т•км (4,4 % загальносоюзного)
- автомобільний транспорт — 75333 млн т•км (14,8 % загальносоюзного)

## Трудові ресурси
Середньорічна чисельність робітників та службовців в УРСР:
|      | кількість, тис. | % від загальносоюзної |
| 1970 | 16 200          | 17,96 %               |
| 1980 | 20 042          | 17,82 %               |
| 1985 | 20 679          | 17,55 %               |
| 1988 | 20 523          | 17,51 %               |

## Доходи населення
Розподіл населення Української РСР за сукупним доходом на душу населення у 1988 р.
- до 75 крб — 8,1 %
- 75-100 крб — 16,8 %
- 100—150 крб — 38,5 %
- 150—200 крб — 22,4 %
- понад 200 крб — 14,2 %